# Savanna State Forest
Pour les articles homonymes, voir Savanna.
La Savanna State Forest est une aire protégée américaine dans les comtés d'Aitkin et Saint Louis, au Minnesota.